# Reyes Mate
Manuel-Reyes Mate Rupérez (Pedrajas de San Esteban, 6 de gener de 1942) és un filòsof espanyol, dedicat a la recerca de la dimensió política de la raó, de la història i de la religió i en concret de la memòria, els vençuts i el paper de la filosofia després de l'Holocaust i Auschwitz. En 2009 se li va concedir en Espanya el Premi Nacional de Literatura - Assaig per la seva obra La herencia del olvido.

## Biografia
Reyes Mate neix a Pedrajas de San Esteban (Valladolid) el 6 de gener de 1942 i realitza els seus estudis en París, Madrid, Roma i Münster (Renània del Nord-Westfàlia). És doctor per la Wilhelms-Universität de Münster (Renània del Nord-Westfàlia) i la Universitat Autònoma de Madrid. És professor de Recerca del CSIC en l'Institut de Filosofia.
Va ser Director del Gabinet Tècnic del Ministeri d'Educació i Ciència d'Espanya, des de 1982 a 1986. Des d'aquí va inspirar i va impulsar la creació de l'Institut de Filosofia del CSIC, del Patronat del qual va ser President des de 1987 a 1990, data en la qual és nomenat Director de l'Institut fins a 1998.
És director del projecte editorial Enciclopèdia Iberoamericana de Filosofia (amb 31 volums publicats i la col·laboració d'uns 500 autors), començat en 1987, plataforma acadèmica des de la qual s'han organitzat els Congressos Iberoamericans de Filosofia i el programa “Pensar en espanyol”.
És també l'investigador principal del projecte “La Filosofia després de l'Holocaust”, que treballa ininterrompudament des de 1990. Aquests treballs li han permès rescatar la tradició benjaminiana de la memòria i des d'aquí situar la significació de les víctimes al centre de tota teoria política i moral.
Ha estat membre de la Junta de Govern del CSIC, Madrid, i del Conseil Scientifique du Collège International de Philosophie, París. I és el promotor espanyol, al costat de Jacques Poulain (París VIII), Christoph Wulf (Freie Univ, Berlín) i Paolo Fabbri (Universitat de Venècia), de la Universitat Europea de la Cultura.

## Anàlisi de la seva obra i pensament
La seva obra s'ha mogut en els últims vint anys entre aquests dos eixos: d'una banda, la filosofia després de l'Holocaust (Auschwitz) com a símbol i fita que obliga a la presència política de la memòria dels vençuts), camp en el qual ha estat pioner al món castellanoparlant. Ha creat un nodrit equip internacional d'investigadors especialitzats a estudiar la significació política, moral, estètica i epistèmica de la barbàrie. I, per un altre, què significa pensar en espanyol. D'ell han partit impulsos teòrics nombroses iniciatives institucionals orientades a la creació d'una comunitat cultural iberoamericana. Ha publicat nombrosos llibres i articles d'opinió en diaris espanyols com El País i El Periódico de Catalunya.

## Obres
- Mate, Reyes. La razón de los vencidos.  BCN: Anthropos, 1991. ISBN 978-84-7658-304-3.

- Mate, Reyes. Memoria de Occidente.  BCN: Anthropos, 1997. ISBN 978-84-7658-516-0.

- Mate, Reyes. Penser en espagnol.  PUF, 2001.

- Mate, Reyes. Auschwitz. Actualidad moral y política.  Trotta, 2003. ISBN 978-84-8164-648-1.

- Mate, Reyes. A contraluz de las ideas políticamente correctas.  BCN: Anthropos, 2005. ISBN 978-84-7658-746-1.

- Mate, Reyes. Medianoche en la historia.  Trotta, 2006. ISBN 978-84-8164-844-7.

- Mate, Reyes. Luces en la ciudad democrática. Guía del buen ciudadano.  Pearson Alhambra, 2007. ISBN 978-84-205-5270-5.

- Mate, Reyes. La herencia del olvido.  Errata Naturae editores, 2008. ISBN 978-84-936374-3-9.

- Mate, Reyes. Tratado de la injusticia[4].  Anthropos[5], 2011. ISBN 978-84-152600-7-3.